# Jonathan Harvey
Jonathan Paul Harvey (Liverpool, 13 giugno 1968) è un drammaturgo, librettista e sceneggiatore britannico.

## Biografia
Autore di oltre una dozzina di opere teatrale, Harvey è noto soprattutto per aver scritto la pièce Beautiful Thing, portata al debutto a Londra nel 1993. Inoltre è l'autore del libretto di tre musical: Closer to Heaven (2001), Dusty - The Dusty Springfield Musical (2018) e Musik (2019). All'attività teatrale ha affiancato anche quella televisiva, in veste sia di sceneggiatore che di attore.
Dichiaratamente omosessuale, è sposato con Paul Hunt.

## Filmografia parziale

### Sceneggiatore
- Beautiful Thing, regia di Hettie Macdonald (1996)
- Gimme, Gimme, Gimme - serie TV, 19 episodi (1999-2001)
- Coronation Street - serie TV, 286 (2004-2021)
- Shameless - serie TV, 2 episodi (2012)
- L'amore e la vita - Call the Midwife (Call the Midwife) - serie TV, 2 episodi (2020-2021)

### Attore
- Beautiful Thing, regia di Hettie Macdonald (1996)
- Gimme, Gimme, Gimme - serie TV, 3 episodi (1999-2001)